# 11-бета-Гидроксистероиддегидрогеназы
11β-Гидроксистероиддегидрогеназы (11β-HSD) — два фермента человека, катализирующих преобразование кортизола в кортизон и обратно, тем самым регулируя силу воздействия глюкокортикоидов на стероидные рецепторы.

## Изоформы
У человека в геноме существуют два гена, кодирующих две разные изоформы фермента:
| HSD11B1 | NADPH-зависим | Высокая экспрессия в ключевых метаболических тканях, в том числе печени, жировой ткани, ЦНС. | В этих тканях 11β-HSD-1 преобразует кортизон в активный гормон кортизол, воздействующий на глюкокортикоидные рецепторы.     |
| HSD11B2 | NAD+-зависим  | Экспрессирована в тканях, специфически чувствительных к альдостерону.                        | В данных тканях 11β-HSD-2 преобразует кортизол в кортизон, предотвращая ненужную активацию минералокортикоидных рецепторов. |

11β-HSD-2 деактивирует кортизол в почках. Кортизол действует на те же рецепторы, что и альдостерон, и в отсутствие 11β-HSD-2 избыточное воздействие приводит к проявлениям, дублирующим проявления гиперальдостеронизма: гипокалиемии и сильному повышению давления. Название этого расстройства - синдром кажущегося избытка минералокортикоидов. 
Большие дозы глицирризиновой и глицирретиновой кислот в экстракте лакрицы могут ингибировать 11β-HSD-2, также приводя к псевдогиперальдостеронизму.